# Raymond Poulton
Raymond Poulton (* 22. Mai 1916 in Middlesex, England; † 1992 in Spanien) war ein britischer Filmeditor.

## Leben
Seine Karriere begann Poulton 1947 mit dem Filmthriller While I Live. Bis zum Jahr 1980 arbeitete er mit den verschiedensten Regisseuren zusammen und bearbeitete Filme unterschiedlicher Genres, darunter Musicals, Horror- und Actionfilme. Die fünfziger Jahre waren seine produktivste Zeit, in denen er 13 seiner insgesamt 40 Produktionen abschloss. Filmemacher, mit denen er mehrmals kooperierte waren zum Beispiel Peter Collinson, David Eady und Guy Hamilton.
1973 war Poulton für den Schnitt des James-Bond-Films Leben und sterben lassen verantwortlich, im Jahr darauf folgte Der Mann mit dem goldenen Colt. Danach schied er aus dem Bond-Franchise aus, blieb aber dem Regisseur Guy Hamilton verbunden und beide arbeiteten 1978 bei Der wilde Haufen von Navarone wieder zusammen.
Im Jahr 1980 zog sich Poulton aus dem Filmgeschäft zurück.

## Filmografie (Auswahl)
- 1948: Edward, mein Sohn (Edward, My Son)
- 1950: Dämon Uran (My Daughter Joy)
- 1954: Flammende Sinne (Flame and the Flesh)
- 1955: Die Dame des Königs (That Lady)
- 1955: Sturm über dem Nil (Storm Over the Nile)
- 1956: Einladung zum Tanz (Invitation to the Dance)
- 1957: Fahrt in den Abgrund (The Long Haul)
- 1957: Chefinspektor Gideon (Gideon’s Day)
- 1958: Der Spion mit den zwei Gesichtern (The Two-Headed Spy)
- 1959: Die Maus, die brüllte (The Mouse That Roared)
- 1960: Herr der drei Welten (The 3 Worlds of Gulliver)
- 1961: Barabbas (Barabbà)
- 1967: Zirkus des Todes (Berserk!)
- 1970: Zwei Kerle aus Granit (You Can’t Win ’Em All)
- 1970: Kalter Schweiß (De la part des copains)
- 1972: Die Fratze (Fright)
- 1973: James Bond 007 – Leben und sterben lassen (Live and Let Die)
- 1974: James Bond 007 – Der Mann mit dem goldenen Colt (The Man with the Golden Gun)
- 1978: Der wilde Haufen von Navarone (Force 10 from Navarone)
- 1979: Steiner – Das Eiserne Kreuz, 2. Teil